# Мостовая (Бардымский район)
Мостовая — деревня в Бардымском районе Пермского края на реке Сюздеелга. Входит в состав Бардымского сельского поселения. Находится примерно в 4 км к северу от центра села Барда.

## Население
По результатам переписи 2010 года численность населения составила 337 человек, в том числе 168 мужчин и 169 женщин.
В 2005 году численность населения составляла 398 человек.
В 1926 году в селе проживало 366 башкир и 9 татар.

## Улицы
- улица Тукая
- улица Казанбаева
- улица Мусы Джалиля
- Центральная улица
- улица Мира